# Gonzalo Lago
Gonzalo José Lago Viguera (Talavera de la Reina, 7 de abril de 1952-Talavera de la Reina, 14 de agosto de 2014), conocido como Gonzalo Lago, fue un médico de cabecera y político español, alcalde del municipio toledano de Talavera de la Reina entre los años 2011 y 2014.

## Biografía
Nació el 7 de abril de 1952 en Talavera de la Reina (provincia de Toledo), estudiando en el instituto Padre Juan de Mariana, pasó a cursar estudios universitarios en la Universidad de Santiago de Compostela (USC) entre 1970 y 1976, donde se licenció en Medicina y Cirugía. Lago ingresó por oposición como médico de Urgencias en 1979 y, dos años después, consiguió entrar como médico de familia en el entonces denominado Ambulatorio Felipe Díaz López (actual Centro de Salud Talavera-Centro) de Talavera. Allí ejerció dicho cargo de médico general, llegando incluso a ser coordinador médico del centro, hasta el año 2007.
Fue también profesor de Medicina Deportiva en la Federación Española y, posteriormente, en la Escuela Castellano-Manchega de Entrenadores de Fútbol. 

## Carrera política

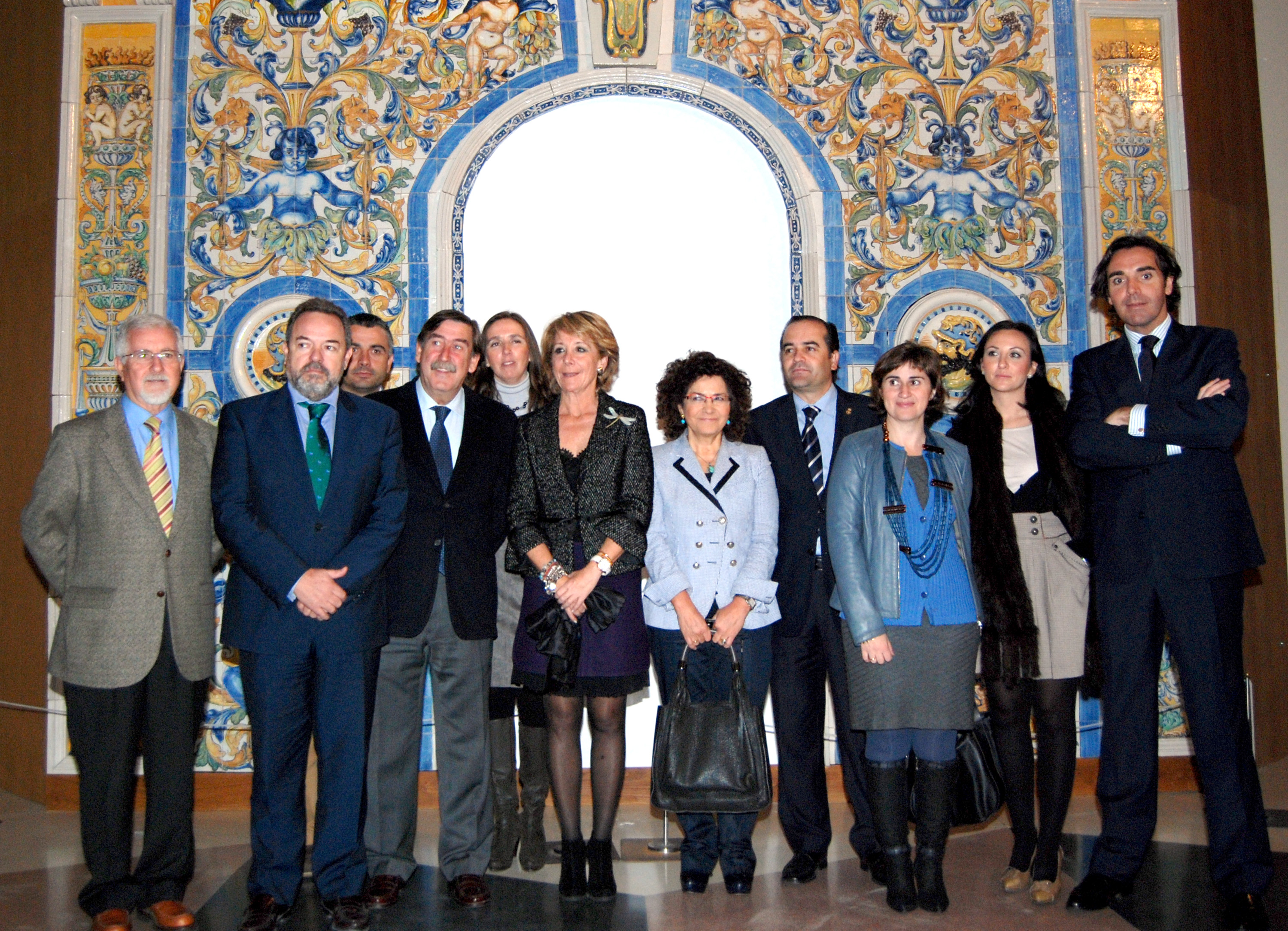
Fotografiado en noviembre de 2011 durante una visita de Esperanza Aguirre a Talavera de la Reina

Afiliado al Partido Popular (PP) desde 1993, en 2005 fue elegido presidente de la Junta Local del PP, y en 2007 encabezó la lista del partido para las elecciones municipales del 27 de mayo en Talavera, tras las cuales comienza a formar parte de la corporación municipal del Ayuntamiento, desarrollando el cargo de concejal de la oposición y portavoz del grupo popular municipal.
Para las elecciones municipales de 2011 vuelve a liderar la lista del PP y consigue obtener mayoría absoluta de sus concejales. Investido alcalde, toma posesión de su cargo el 11 de junio de 2011, sucediendo en el cargo al socialista José Francisco Rivas Cid.
Dentro del PP, también desarrolló el cargo de vicesecretario provincial del partido y vocal del Comité; y siendo alcalde, perteneció al consejo de la Federación de Municipios y Provincias.

## Muerte
En mayo de 2013 sufrió una angina de pecho, de la que se recuperó satisfactoriamente, pero tras la que se le diagnosticó un cáncer gástrico. El 26 de febrero de 2014, fue intervenido quirúrgicamente por un tumor gástrico en el hospital madrileño Ramón y Cajal.
Seis meses después, falleció a las 11:50 de la mañana del 14 de agosto de 2014, en el hospital Nuestra Señora del Prado, situado en la ciudad donde gobernaba.
En 2015, una calle de su localidad natal fue nombrada en su honor.
| Predecesor: José Francisco Rivas Cid | Alcalde de Talavera de la Reina 11 de junio de 2011-14 de agosto de 2014 | Sucesor: Jaime Ramos |